# Condado de Tipton (Indiana)
El condado de Tipton (en inglés: Tipton County) es un condado en el estado estadounidense de Indiana. En el censo de 2000 el condado tenía una población de 16 577 habitantes. Forma parte del área metropolitana de Kokomo. La sede de condado es Tipton. El condado fue fundado en 1844 y fue nombrado en honor a John Tipton, quien luchó en la Batalla de Tippecanoe y posteriormente sirvió como senador de Indiana.

## Geografía

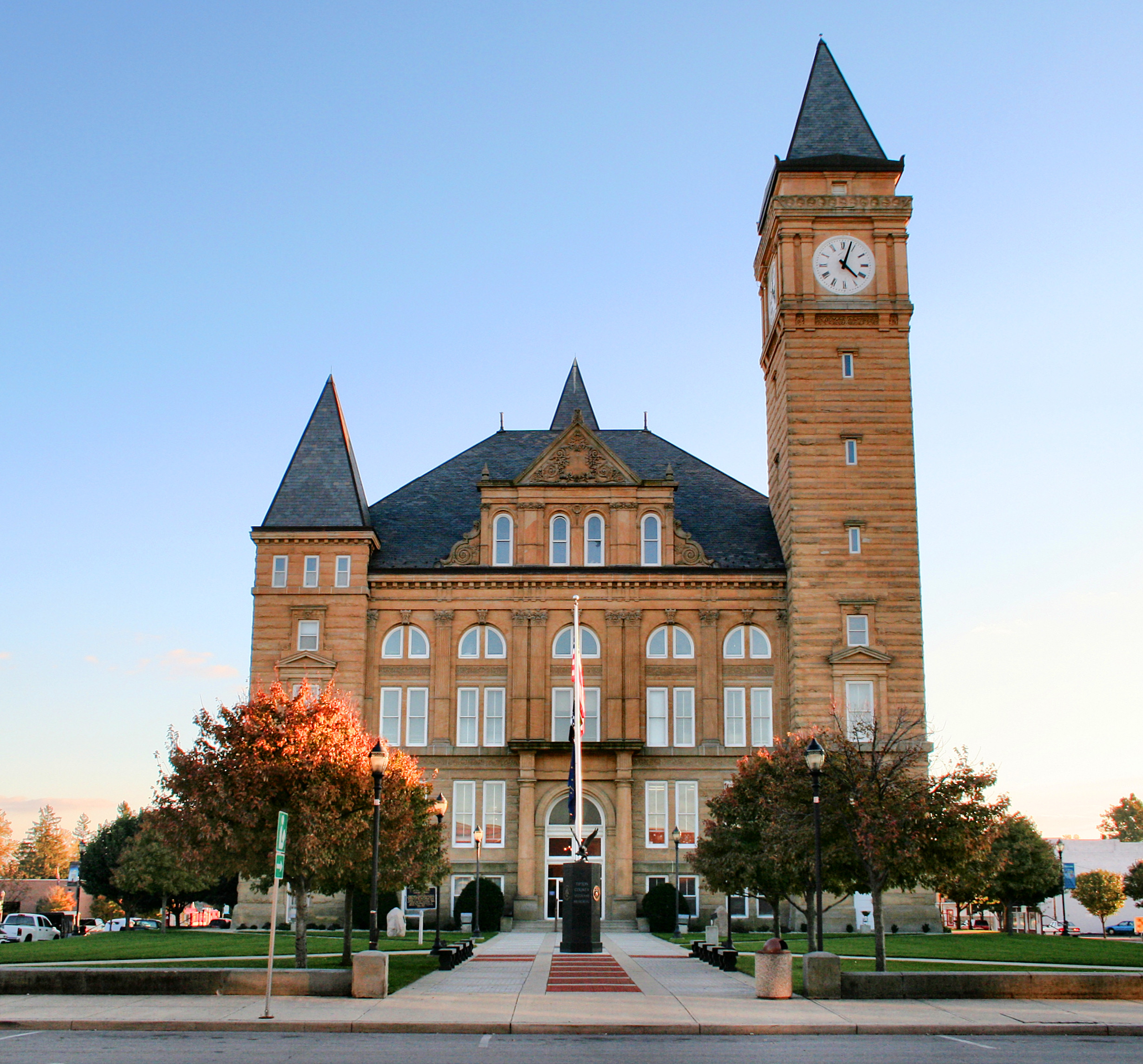
Juzgado del condado de Tipton en Tipton.

Según la Oficina del Censo, el condado tiene un área total de 674 km² (260 sq mi), de la cual 0,01% es agua.

### Condados adyacentes
- Condado de Howard (norte)
- Condado de Grant (noreste)
- Condado de Madison (este)
- Condado de Hamilton (sur)
- Condado de Clinton (oeste)

## Autopistas importantes
- U.S. Route 31
- Ruta Estatal de Indiana 19
- Ruta Estatal de Indiana 28

## Demografía
En el  censo de 2000, hubo 16 577 personas, 6469 hogares y 4748 familias residiendo en el condado. La densidad poblacional era de 64 personas por milla cuadrada (25/km²). En el 2000 había 6848 unidades habitacionales en una densidad de 26 por milla cuadrada (10/km²). La demografía del condado era de 98,35% blancos, 0,14% afroamericanos, 0,22% amerindios, 0,30% asiáticos, 0,01% isleños del Pacífico, 0,33% de otras razas y 0,65% de dos o más razas. 1,21% de la población era de origen hispano o latino de cualquier raza. 
La renta promedio para un hogar del condado era de $48 546 y el ingreso promedio para una familia era de $56 080. En 2000 los hombres tenían un ingreso medio de $42 109 versus $25 061 para las mujeres. La renta per cápita para el condado era de $21 926 y el 5,10% de la población estaba bajo el umbral de pobreza nacional.

## Ciudades y pueblos
| - Curtisville - Elwood - Goldsmith | - Hobbs - Kempton - Nevada | - Sharpsville - Tetersburg | - Tipton - Windfall |